# Exposição Universal de 1889
A Exposição Universal de 1889 (em francês:  Exposition Universelle) decorreu em Paris, França, do dia 6 de maio até 31 de outubro daquele ano. A Torre Eiffel, que servia de entrada para a exposição, foi construída especialmente para essa ocasião, celebrando assim o centenário da Revolução Francesa (1789). Após a construção da Torre Eiffel ela passou a ser o maior prédio do mundo com exatos 300 m. Até 1930, quando foi superada pelo Empire State Building com 381 m. A Exposição foi realizada para comemorar o 100.º aniversário da Tomada da Bastilha, que marcou o início da Revolução Francesa, e também foi vista como uma forma de estimular a economia e tirar a França de uma recessão econômica. O evento atraiu 61 722 expositores oficiais, dos quais vinte e cinco mil eram de fora da França.
A exposição cobria uma área total de 0,96 km². Calcula-se que cerca de 32 milhões de pessoas visitaram a exposição, que incluía o Palácio das Belas Artes e o Palácio das Artes Liberais. O Brasil participou, como documentado no Álbum do Brasil na Exposição Universal, do acervo da Biblioteca Nacional e reproduzido pela Braziliana Fotográfica. Casas chinesas, templos maias, pavilhões indianos, mesquitas e inúmeros pavilhões de colónias e países do mundo deleitavam os olhares dos visitantes. O local englobado pelo evento é conhecido como campo de marte. Até hoje um dos locais mais visitados por turistas do mundo. 
Como em todas as exposições universais houve uma grande reunião das elites intelectuais em Paris, com a apresentação de muitos artigos científicos e tecnológicos. No total 35 países fizeram contribuições a essa exposição. A maioria dos artigos era de tecnologia, artísticos, literatura, antropologia (alguns, hoje considerados racistas e xenófobos, pois buscavam justificar o neocolonialismo europeu, julgando os negros africanos inferiores e fortalecendo o "fardo do homem branco", movimento europeu civilizatório), porém houve sim contribuições positivas para o mundo. O mais conhecido foi sem dúvida a Torre Eiffel. Além de ser um dos maiores prédios do mundo e o monumento pago mais visitado do mundo ela também foi extremamente importante para o desenvolvimento do rádio e da televisão na Europa. Servindo como base para antenas de diversas emissoras e rádios. 